# Blekinges herreder
Blekinge har historisk været opdelt i 4 herreder:
| Dansk navn       | Gl. dansk navn  | Svensk navn      |
| ---------------- | --------------- | ---------------- |
| Bregne Herred    | Væstærst Herred | Bräkne härad     |
| Lister Herred    | Lystær Herred   | Listers härad    |
| Medelsted Herred | Mæthlæst Herred | Medelstads härad |
| Øster Herred     | Ostærst Herred  | Östra härad      |